# Kostel Nejsvětější Trojice (Fulnek)
Kostel Nejsvětější Trojice ve Fulneku, stavba z poloviny 18. století, je po zámku hlavní dominantou města. Patří k umělecky nejvýznamnějším barokním stavbám celé severovýchodní Moravy. Stojí na místě původního farního kostela, doloženého již ve 13. století.
K výstavbě nového chrámu došlo v souvislosti s rostoucím kultem místního zázračného obrazu Panny Marie Pomocné, o kterém se věří, že ronil slzy a že po modlitbě u něj došlo k několika uzdravením.
Architektem chrámu byl Mikuláš Thalherr, interiér kostela je vyzdoben nástěnnými malbami Josefa Ignáce Sadlera, obrazy Ignáce Viktorina Raaba a Felixe Ivo Leichera i dalším hodnotným mobiliářem.

## Dějiny

### Původní kostel
Původní fulnecký farní kostel, zasvěcený sv. Filipu a Jakubovi, stával na místě dnešní kaple sv. Josefa, po levé straně chrámové lodi. Není již známo, kdy byl postaven, vůbec poprvé je doložen 26. února 1293 v listě pana Oldřicha z Lichtenburka, potomka mocného rodu Ronovců a vlastníka Fulnecka, jímž prodává fojtu Štědroňovi v Jílovci fojtství tamtéž.
Roku 1389 byl při kostele založen klášter augustiniánů kanovníků a chrám byl přesvěcen Nejsvětější Trojici. Mikuláš z Rýzmburka, biskup olomoucký, svolil, aby kostel klášteru připadl a stal se tím chrámem kapitulním. Dnešní chrám byl vybudován na místě bývalého kostela sv. Filipa a Jakuba při tomto klášteře, jenž byl roku 1784 zrušen v rámci josefínských reforem. Jeho poslední probošt se stal fulneckým farářem a v budově konventu byla zřízena městská fara.
O původním fulneckém kostele nemáme mnoho obšírných zpráv. Jisté je, že roku 1416 zde byl pochován Lacek I. z Kravař, první moravský hejtman, jmenovaný králem Václavem IV. Když léta 1429 zapálil Fulnek Jan z Tovačova, nevyhnul se ohni kostel ani klášter. Také velký požár roku 1559 měl podobné důsledky, kostel byl zřejmě poškozen méně, avšak klášter s přilehlými domy lehl popelem. Švédské vojsko, táhnoucí Fulnekem léta 1657, kostel zpustošilo a následně také vypálilo. O dalších velkých požárech hovoří zprávy ze 17. století. Jeden z nich roku 1676 sežehl město i s kostelem a když léta Páně 1693 augustiniáni chrám na své náklady opravili, zanedlouho, roku 1695, oheň zničil jejich klášter i s okolím.
V roce 1672 papež Klement X. propůjčil proboštům fulneckého augustiniánského kláštera, mimo jiné za zásluhy o opravy kláštera a jeho majetku ve svízelných podmínkách, právo infule.

### Kult zázračného obrazu a nové stavební aktivity

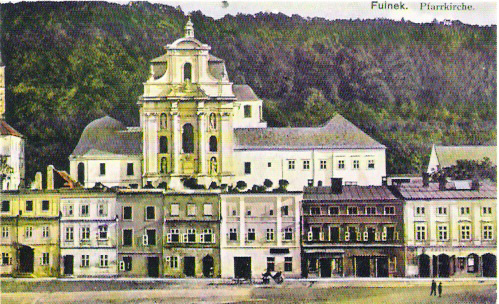
Farní kostel s jižní stranou náměstí na konci 19. století

Nedlouho po roce 1746 v kostele vznikl kult zdejšího obrazu Panny Marie Pomocné, který dnes visí nad svatostánkem hlavního oltáře. V roce 1749 se začala šířit víra, že Panna Maria na obraze roní slzy, a k zázračnému obrazu začaly proudit rostoucí davy poutníků, doufajících ve vyslyšení svých proseb.
Před svátkem Narození Panny Marie roku 1749 byla kolem obrazu postavena malá dřevěná kaplička, aby měli lidé konající pobožnost přístřeší. Mnoho Fulnečanů navrhovalo uspořádat sbírku a z jejího výtěžku postavit zděnou kapli. 10. prosince se začalo s pracemi na odkopávání skalnatého svahu, který znamenal pro stavbu značnou překážku a zdržení. Celému dílu byl velmi nápomocen fulnecký magistrát i občané města. Dne 12. ledna 1750 byl obraz Panny Marie Pomocné s velikými poctami slavně přenesen do kaple sv. Anny, v níž byl postaven na oltář a zakryt sklem. Dle tvrzení svědků během toho všeho Matka Boží na obraze uronila mnoho slz.
Když se již s velikým úsilím a náklady podařilo svah kvůli výstavbě odkopat, byl plán zcela změněn. Bylo rozhodnuto nestavět kapli, ale rovnou velký nový kostel. Autorem návrhu kostela byl Mikuláš Thalherr, stavitel, který se usadil ve Fulneku a kterému jsou přisuzovány také kostely v Budišově nad Budišovkou a Šternberku.

### Dnešní farní kostel
K pracím na skalnaté stráni přicházelo každý den mnoho lidí, dohromady s námezdními dělníky jich bývalo padesát až šedesát. 25. dubna 1750 práce již natolik pokročily, že bylo dosti místa ke kopání základů. První kámen do nich byl položen 5. května a o den později začali pracovat zedníci. Základní kámen kostela byl s velkou slávou položen 19. října 1750 v místě, kde se dříve nacházel obraz Panny Marie. Ke slavnostnímu aktu byla zhotovena pozlacená zednická lžíce a kladívko; první poklep patřil místnímu děkanovi, po něm následovalo také ostatní duchovenstvo, magistrát a další urození měšťané. Nakonec mohli na kámen poklepnout i prostí lidé, kdokoli měl zájem, každý jednu ránu. Základní kámen lze dnes vidět pod kazatelnou kostela, dodnes je na něm patrný letopočet »1750«. Roku 1760 byla vlastní stavba dle farní kroniky dokončena a započala výmalba.
Ve středu 22. října 1760 byl farní chrám vysvěcen olomouckým světícím biskupem Janem hrabětem z Schärffenbergu. Od té doby již, kromě výmalby a výzdoby v letech těsně po vysvěcení, k žádným zásadním stavebním změnám kostela nedošlo, s výjimkou drobné úpravy štítu na začátku 20. století. Proběhla však řada oprav, ve 20. století byla nejvýznamnější celková renovace v letech 1900–1903 a na ni navazující rekonstrukce křížové chodby, probíhající mezi léty 1905 a 1908. Roku 1919 bylo do chrámu zavedeno elektrické osvětlení. Dalších významných oprav se dočkal v letech 1950–1983, kdy byla průběžně prováděna celková rekonstrukce, zahrnující také faru.

## Popis

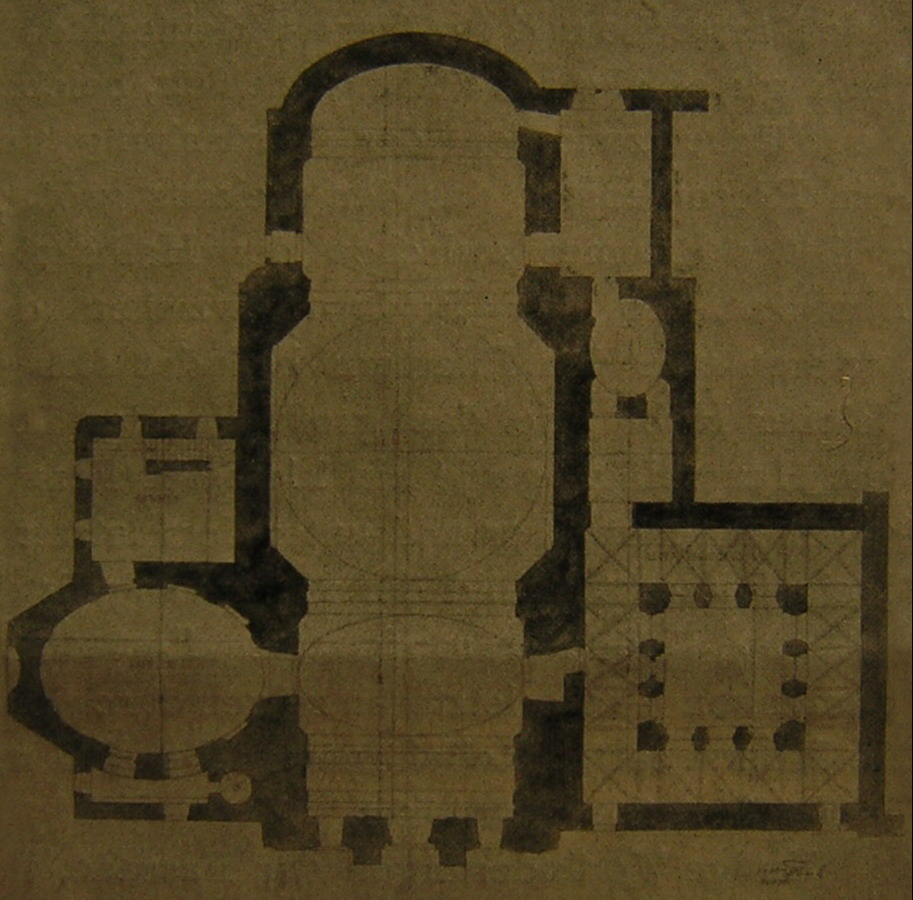
Půdorys farního kostela

### Farní kostel Nejsvětější Trojice
Kostel je jednolodní, na západní straně propojený s gotickou křížovou chodbou, jež se stala součástí spodního podlaží fary. Hloubková severojižní osa lodi směřuje kolmo k Zámeckému vrchu, šířková je rovnoběžná s teoretickou jižní stranou náměstí. Hlavní oltář míří k severu s mírným příklonem západně. Při východní zdi byla vystavěna oválná kaple sv. Josefa, severní straně lodi vévodí mohutná zděná kruchta.

#### Zázračný obraz Panny Marie Pomocné

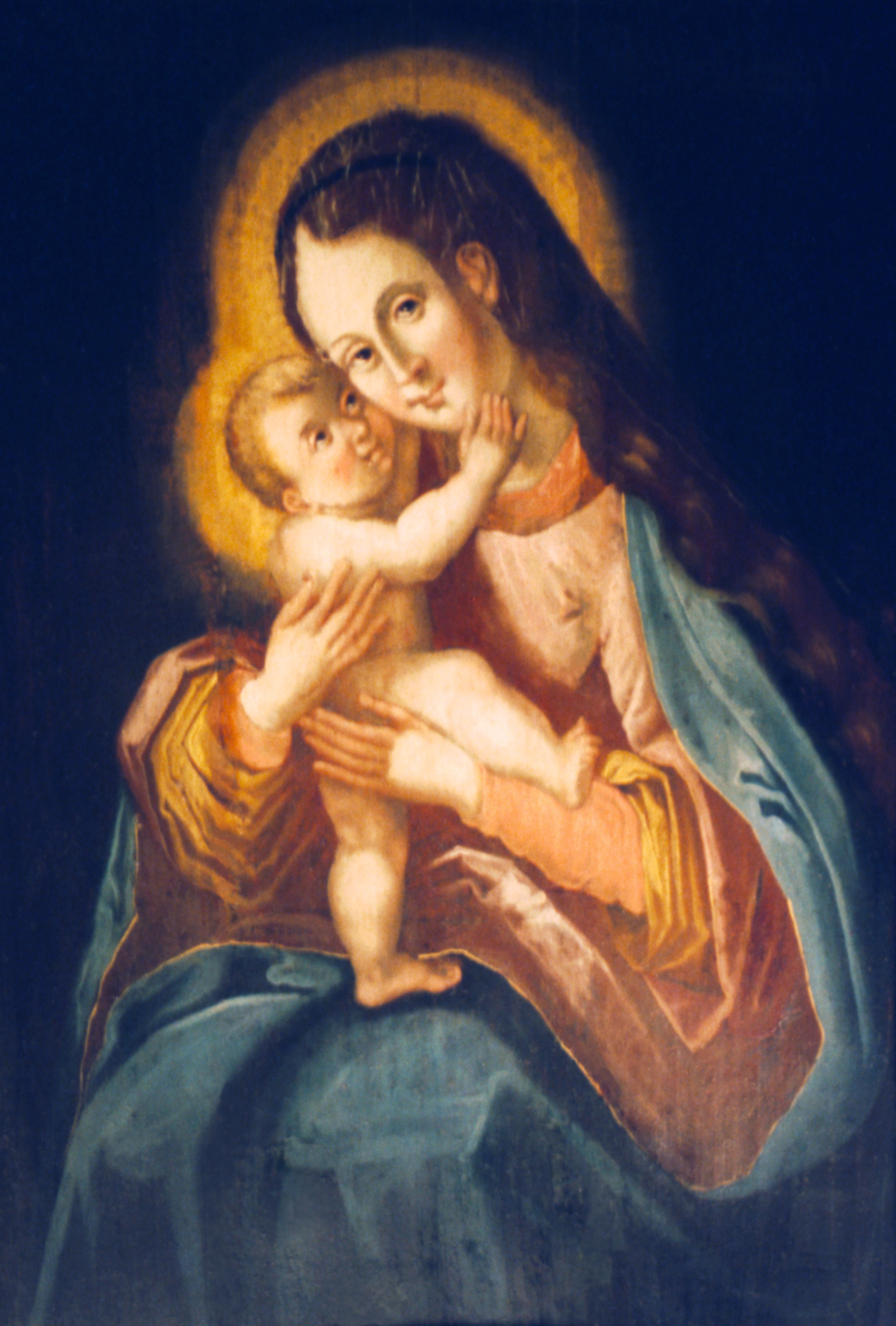
Zázračný obraz Panny Marie Fulnecké

Na čestném místě fulneckého farního kostela, nad svatostánkem hlavního oltáře, se nachází obraz Panny Marie Pomocné, zvané též Panna Maria Fulnecká, považovaný věřícími za zázračný. Obraz byl farnímu kostelu věnován roku 1678 manželi Mudrákovými na památku předčasné smrti jejich dvou synů. Nejprve visel u křtitelnice v kapli sv. Josefa starého farního kostela. Odtud byl později vzat a pověšen mezi dvěma chrámovými okny. Ani tam nezůstal dlouho, roku 1731 byl opět přemístěn a nahrazen obrazem tehdy nově blahoslaveného Pierra Fouriera. Malbu Panny Marie použili jako malý oltářní obraz, a tak zůstala bez většího zájmu až do roku 1746 – tehdy byla 23. prosince znovu přemístěna, nakonec se dostala až do křížové chodby, neboť se pro ni zrovna nenašlo jiné místo; po několika týdnech se tam obraz dokonce rozpadl na tři kusy. Tu se ho konečně ujal kněz Jakub Erbsmann, senior zdejšího kláštera, a nechal ho po opravě upevnit na klášterní zeď za kostelem. Postupně se u něj začali téměř každodenně scházívat zbožní křesťané, zdobili obraz květy a ctili Matku Boží modlitbami a zpěvy. Od té doby úcta obrazu stále rostla, mnozí u něj nacházeli duchovní útěchu a pomoc.
V roce 1749 údajně došlo k této události:
V sobotu před slavností Nejsvětější Trojice, 31. května 1749, konal kolem páté hodiny odpolední u obrazu pobožnost tehdejší panský sluha Jan Jiří Losert. Vtom si na pravém oku Matky Boží povšiml čehosi bílého. Nejprve myslel, že byl obraz něčím pocákán, jelikož se zrovna dostavovala nová sakristie u starého kostela. Již zvonilo na mši, a tak odešel do chrámu, stále ovšem cítil vnitřní nutkání vrátit se zpět. Po skončení liturgie tedy zamířil opět k obrazu, prohlédl si ho zblízka a zjistil, že od pravého oka Panny Marie stékají tři slzy, prostřední až na hlavu Ježíška. I na levém oku bylo patrno cosi mokrého. Tou dobou, bylo krátce před sedmou hodinou večerní, již u obrazu stálo a vše vidělo asi dvanáct osob. Kostelník Josef Hopp zavolal tehdejšího děkana Josefa Barwiga, který vystoupil k obrazu a osušil slzy šátkem – podařilo se mu to teprve po delším úsilí. Byl u toho kromě děkana také další duchovní z augustiniánského kláštera jménem Alexandr, z laiků pak kostelník Josef Hopp, jeho sestra Apollonie, panský sluha Jan Jiří Losert a asi dvanáct dalších věřících. Děkan Barwig jim nařídil o události zatím mlčet, nicméně vše se zanedlouho po celém městě tak rozneslo, že se na tom místě ještě téhož večera shromáždila velká část občanů ze všech vrstev obyvatelstva.
Odpoledne 2. června 1749 v jednu hodinu se u obrazu sešli děkan Josef Barwig s dalšími duchovními, stavitel Mikuláš Thalherr, Matyáš Hopp, kostelníkův bratr, a Jiří Richter, aby vše důkladně prohlédli a našli vysvětlení. Po pečlivém prozkoumání obrazu i jeho okolí a zvážení všech okolností onoho jevu usoudili, že slzy na tváři Panny Marie nemohly být přirozeného původu, že se jednalo o zázrak, jehož prostřednictvím se projevila Matka Boží.
V krátké době se pobožnosti u obrazu staly masovými, přicházelo stále více poutníků nejen z farnosti a přilehlých obcí, ale i ze vzdálenějšího okolí, a mnozí dosvědčovali, že po modlitbě u fulnecké Matky Boží byly vyslyšeny jejich prosby. Pobožnosti a zpěvy většinou trvaly až do noci.
V den svátku Navštívení Panny Marie 2. července se u obrazu odbývala první slavná litanie s hudbou; od té doby se tam všechny mariánské svátky slavívaly s hudebním doprovodem, schola u něj denně zpívala a konala litanie. Na svátek Panny Marie Karmelské byla u obrazu sloužena první mše svatá. Při té příležitosti jej opatřili pěkným rámem a vedle připevnili lampu, která pak nepřetržitě hořela.
Všechny události kolem obrazu pečlivě zaznamenával tehdejší kostelník Josef Hopp. Jeho zápisy pokračují až do 20. ledna 1753; do té doby líčí 106 případů, kdy lidé z různých obcí oznámili, že jim Panna Maria po modlitbě u fulneckého obrazu vyprosila Boží pomoc v různých potřebách.

#### Interiér

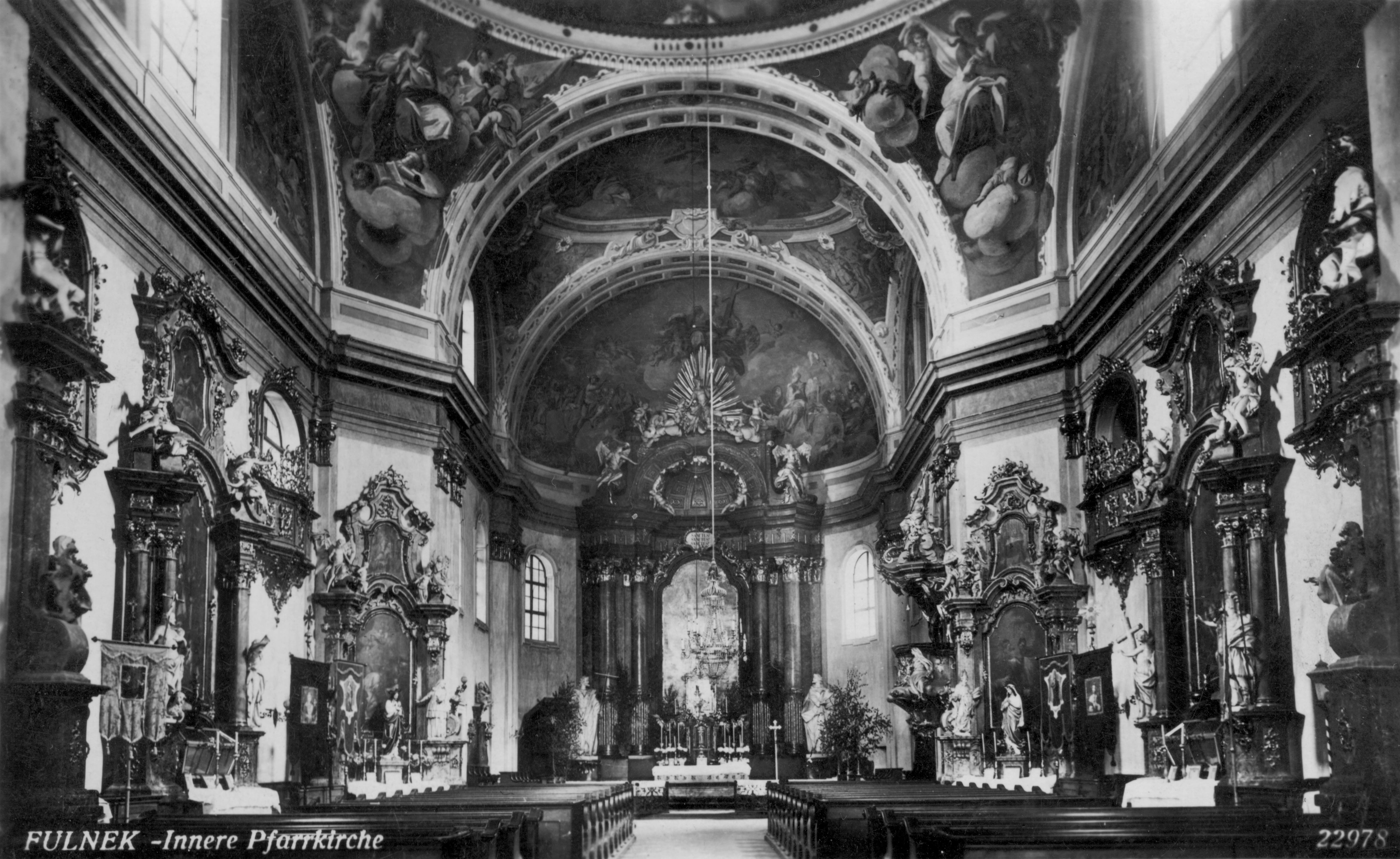
Interiér farního kostela na počátku 20. století

Ve členění interiéru se odráží princip tvorby prostoru skládáním. Jednotlivé prvky jsou od sebe v klenbě odděleny výraznými zdvojenými meziklenebními pasy a v obvodovém zdivu pilastry, nesoucími úseky kladí, na něž pasy dosedají. Pod kopulí obíhá průběžné kladí, pod nímž se nachází oratoře s konvexně vypnutými poprsněmi.
Kostel i kaple jsou osazeny jednotným barokním mobiliářem. Jedinečné nástěnné malby s bohatou symbolikou, dokončené v roce 1760, tematicky spojené se zasvěcením kostela, vytvořil olomoucký malíř Josef Ignác Sadler. V konše nad hlavním oltářem je vyobrazena Oslava víry, další pole ukazují scény vážící se k oslavě třech Božských osob – v přední části Vítězný zmrtvýchvstalý Kristus adorovaný zástupy svatých, ve střední Stvořitelské dílo Boha Otce (v kupoli Stvoření andělů) a v zadní letniční scéna Seslání Ducha svatého. Pendentivy ve střední části vykreslují jinotaje čtyř světadílů. Hlavní oltář je dílem kroměřížského sochaře Františka Ondřeje Hirnleho; na ostatní výzdobě kostela spolupracoval s Václavem Böhmem.
Podrobnější přehled naleznete ve článku Fresky ve fulneckém kostele Nejsvětější Trojice.
Většinu obrazů v kostele namaloval Ignác Viktorin Raab, oltářní obraz je však dílem Felixe Ivo Leichera. Svatý Augustin na něm drží pero, zanechávající za sebou ohnivou stopu, což symbolizuje inspiraci Duchem svatým. Dvířka svatostánku hlavního oltáře jsou ozdobena výjevem pelikána, krmícího v době hladu mláďata vlastním masem – podobenství Krista, sytícího věřící skrze svátost oltářní svým tělem.
Na každé straně chrámové lodi lze nalézt tři boční oltáře. Na pravé, epištolní straně lodi, je přední zasvěcen sv. Valentinu, prostřední Panně Marii Bolestné a zadní sv. Barboře. Na levé, evangelní straně, potom přední sv. Augustinu, prostřední sv. Ubaldovi a zadní Utrpení Pána Ježíše. Součástí obou prostředních oltářů jsou skleněné rakve s ostatky svatých, vpravo svatého Valentina a vlevo sv. Vitala. Roku 2006 byl do kostela z polského Krakova slavnostně přenesen také ostatek sv. Faustyny Kowalské a k němu umístěn obraz Božího Milosrdenství.
Na pravé straně se pak nachází kazatelna. Hlavním motivem její výzdoby je soubor tří ctností, vyobrazený v podobě tří ženských postav: vlevo dole s kotvou – naděje, uprostřed nad kazatelnou s křížem – víra a vpravo dole s kalichem – láska.

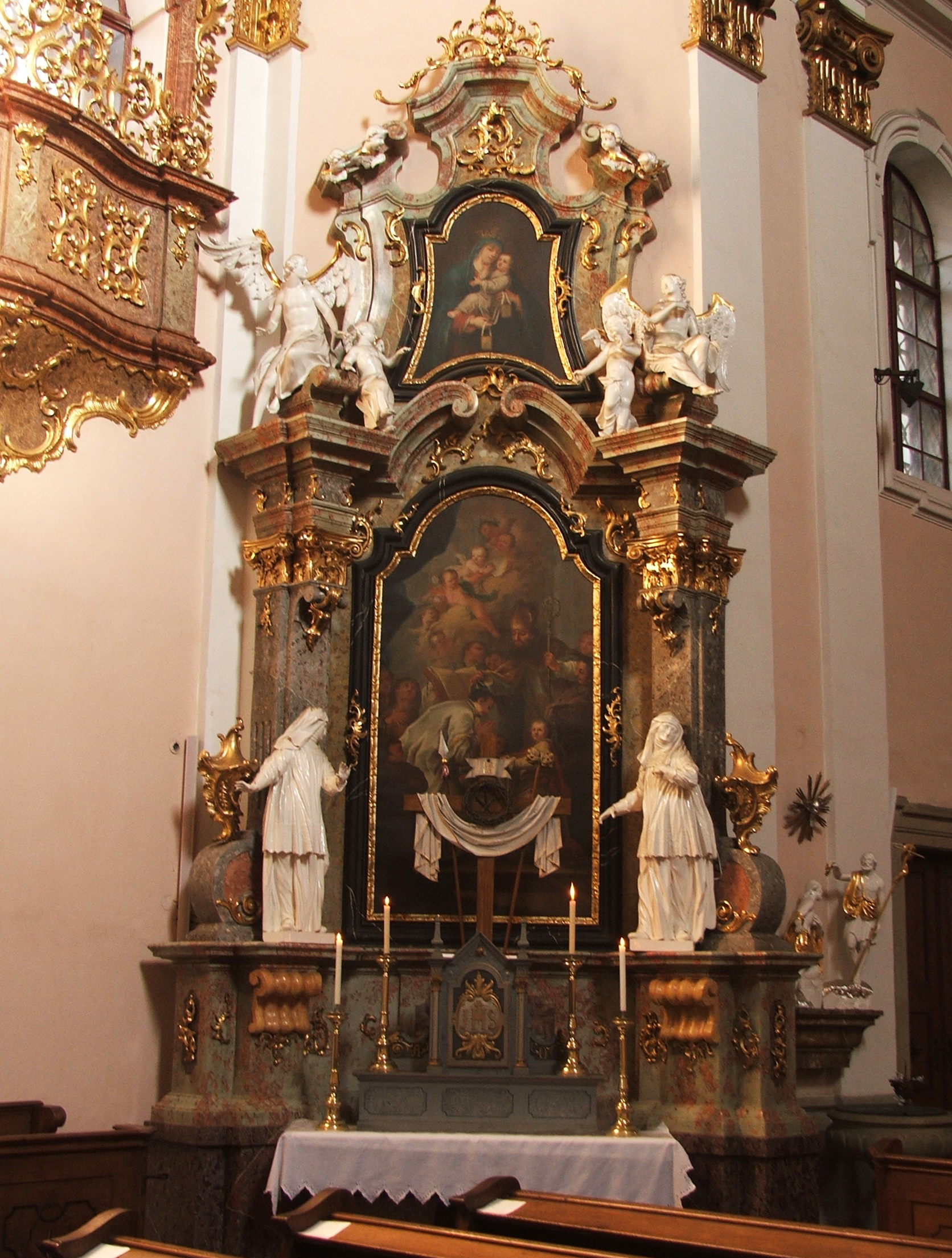
Oltář sv. Augustina
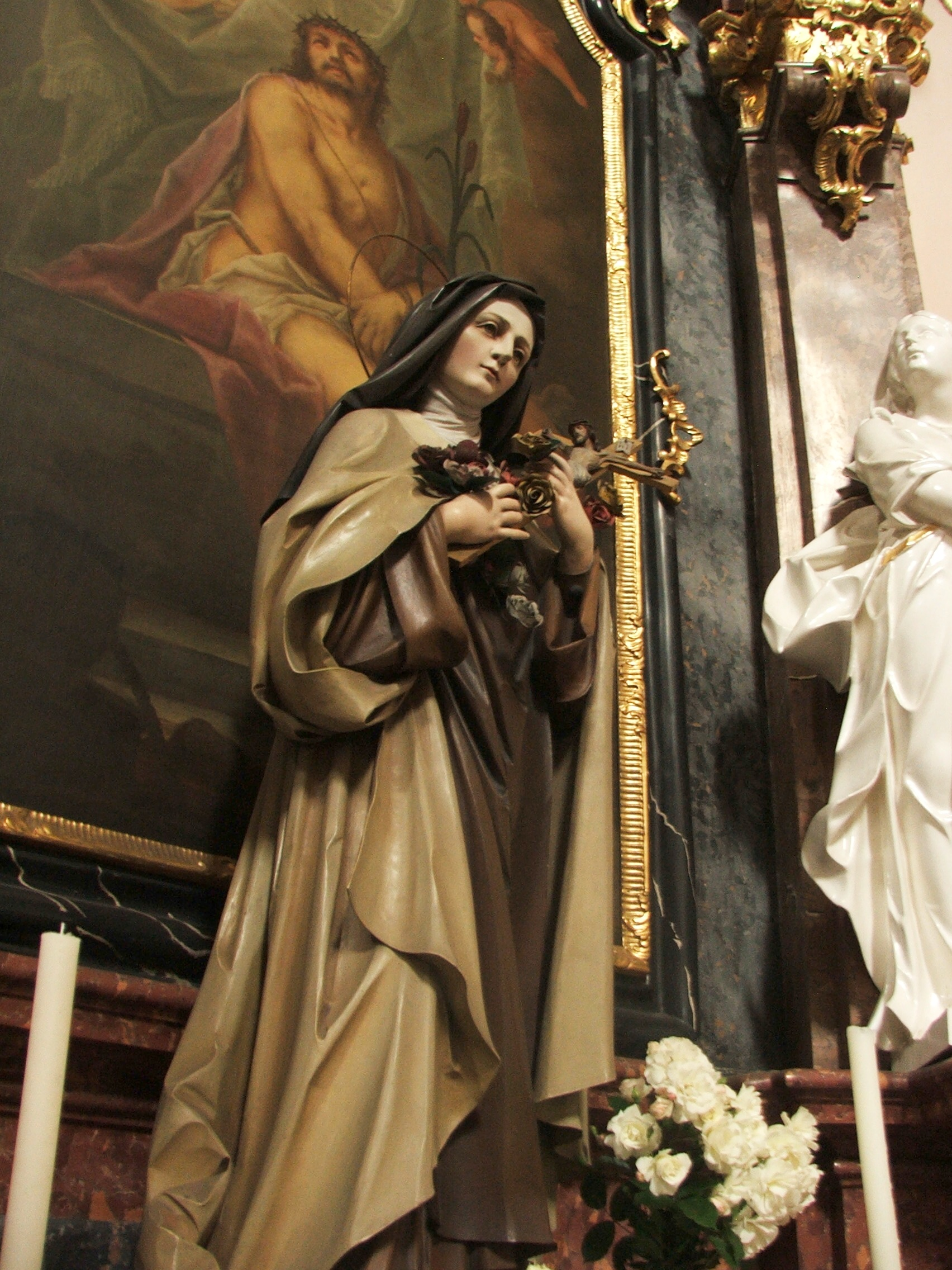
Detail oltáře Utrpení Pána Ježíše
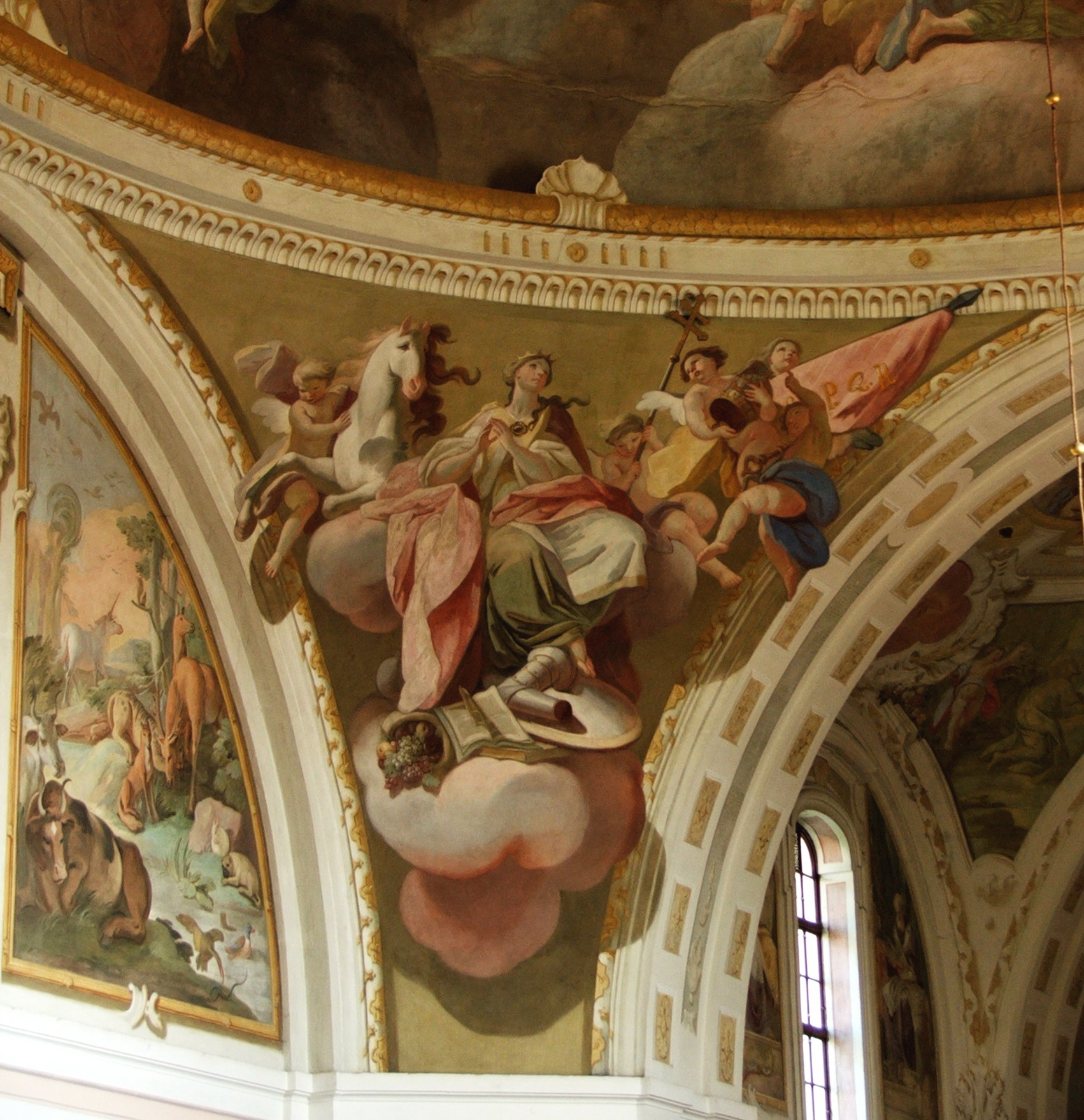
Freska s jinotajem Evropa
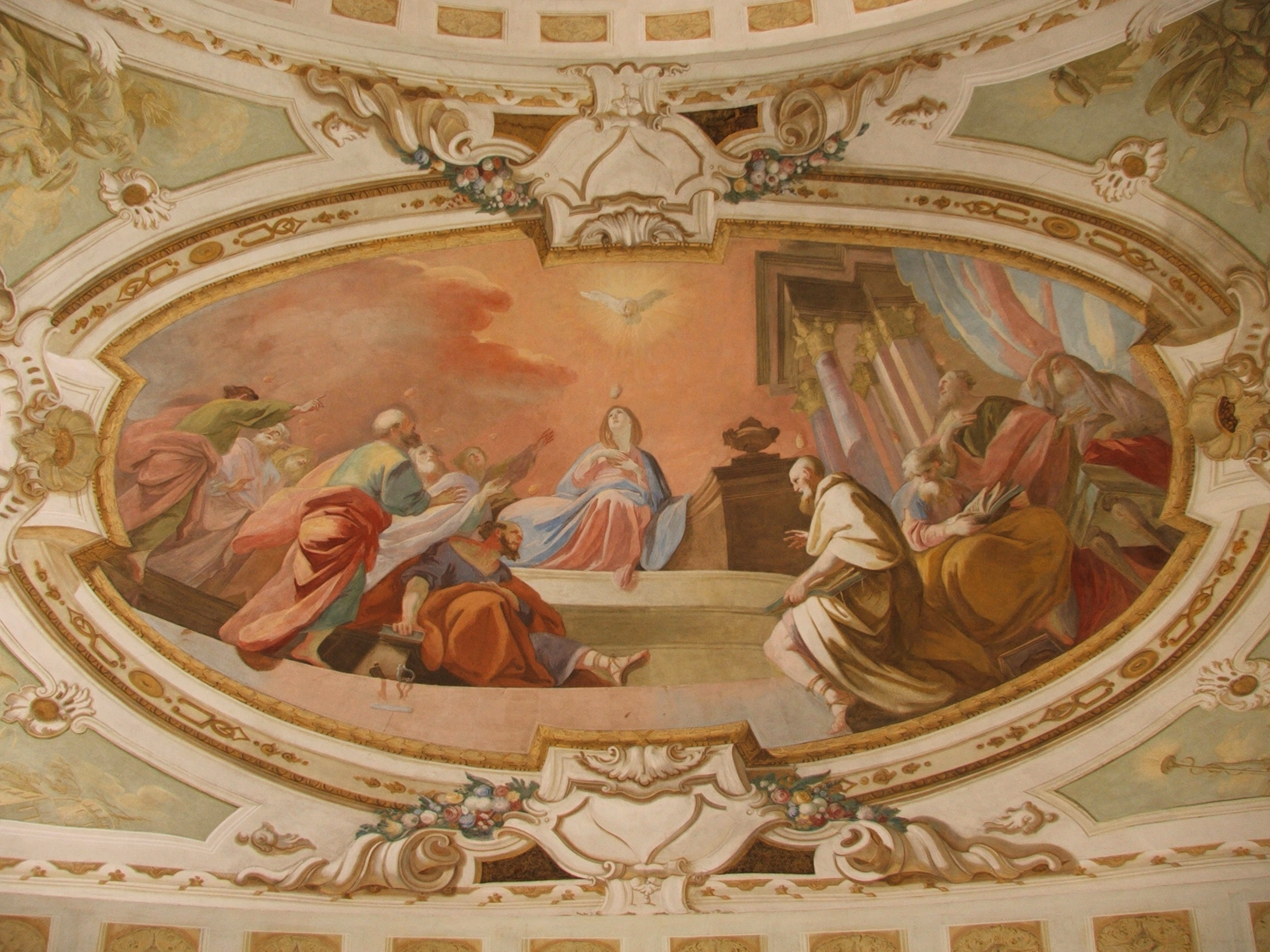
Freska se scénou Seslání Ducha svatého

| Přehled oltářů hlavní lodi | Přehled oltářů hlavní lodi              | Přehled oltářů hlavní lodi                   | Přehled oltářů hlavní lodi             | Přehled oltářů hlavní lodi                             | Přehled oltářů hlavní lodi                              | Přehled oltářů hlavní lodi | Přehled oltářů hlavní lodi |
| Oltář                      | Hlavní obraz                            | Horní obraz                                  | Přední obraz                           | Socha vlevo                                            | Socha uprostřed                                         | Socha vpravo               | Rakev                      |
| -------------------------- | --------------------------------------- | -------------------------------------------- | -------------------------------------- | ------------------------------------------------------ | ------------------------------------------------------- | -------------------------- | -------------------------- |
| Hlavní                     | Sv. Augustin S. Augustinus              |                                              | P. M. Fulnecká Virgo Maria Fulnekensis | Sv. Jakub Menší S. Iacobus Minor                       |                                                         | Sv. Filip S. Philippus     |                            |
| Levý přední                | Sv. Augustin S. Augustinus              | P. M. Karmelská Virgo Maria de monte Carmelo |                                        | Sv. Juliána z Lutychu S. Iuliana Leodiensis            | Božské Srdce Páně Divinum Cor Iesu                      | Sv. Monika S. Monica       |                            |
| Levý střední               | Sv. Ubald z Gubbie S. Ubaldus de Gubbio | Sv. Florián S. Florianus                     |                                        | Sv. Jan Křtitel S. Ioannes Baptista                    |                                                         | Sv. Ondřej S. Andreas      | Sv. Vitalis S. Vitalis     |
| Levý zadní                 | Hle, člověk Ecce Homo                   | Sv. Kazimír S. Casimirus                     |                                        | Sv. Máří Magdalena S. Maria Magdalena                  | Sv. Terezie od Dítěte Ježíše S. Theresia a Iesu Infante | Sv. Veronika S. Veronica   |                            |
| Pravý přední               | Sv. Valentin S. Valentinus              | Sv. Dominik S. Dominicus                     |                                        | Sv. Augustin S. Augustinus                             | P. M. Neposkvrněná Virgo Maria Immaculata               | Sv. Ambrož S. Ambrosius    |                            |
| Pravý střední              | P. M. Bolestná Virgo Maria Dolorosa     | Sv. Juda Tadeáš S. Iudas Thaddæus            |                                        | Sv. Dismas S. Dismas                                   |                                                         | Sv. Longin S. Longinus     | Sv. Valentin S. Valentinus |
| Pravý zadní                | Sv. Barbora S. Barbara                  | Sv. František Saleský S. Franciscus Salesius |                                        | Sv. Kateřina Alexandrijská S. Catharina Alexandriensis | Sv. Alois S. Aloisius                                   | Sv. Apollonie S. Apollonia |                            |

1. ↑  Původně socha Srdce Páně, nyní obraz Božího Milosrdenství.
2. ↑  Střídavě socha Panny Marie Neposkvrněné a Panny Marie Loretánské.

#### Varhany

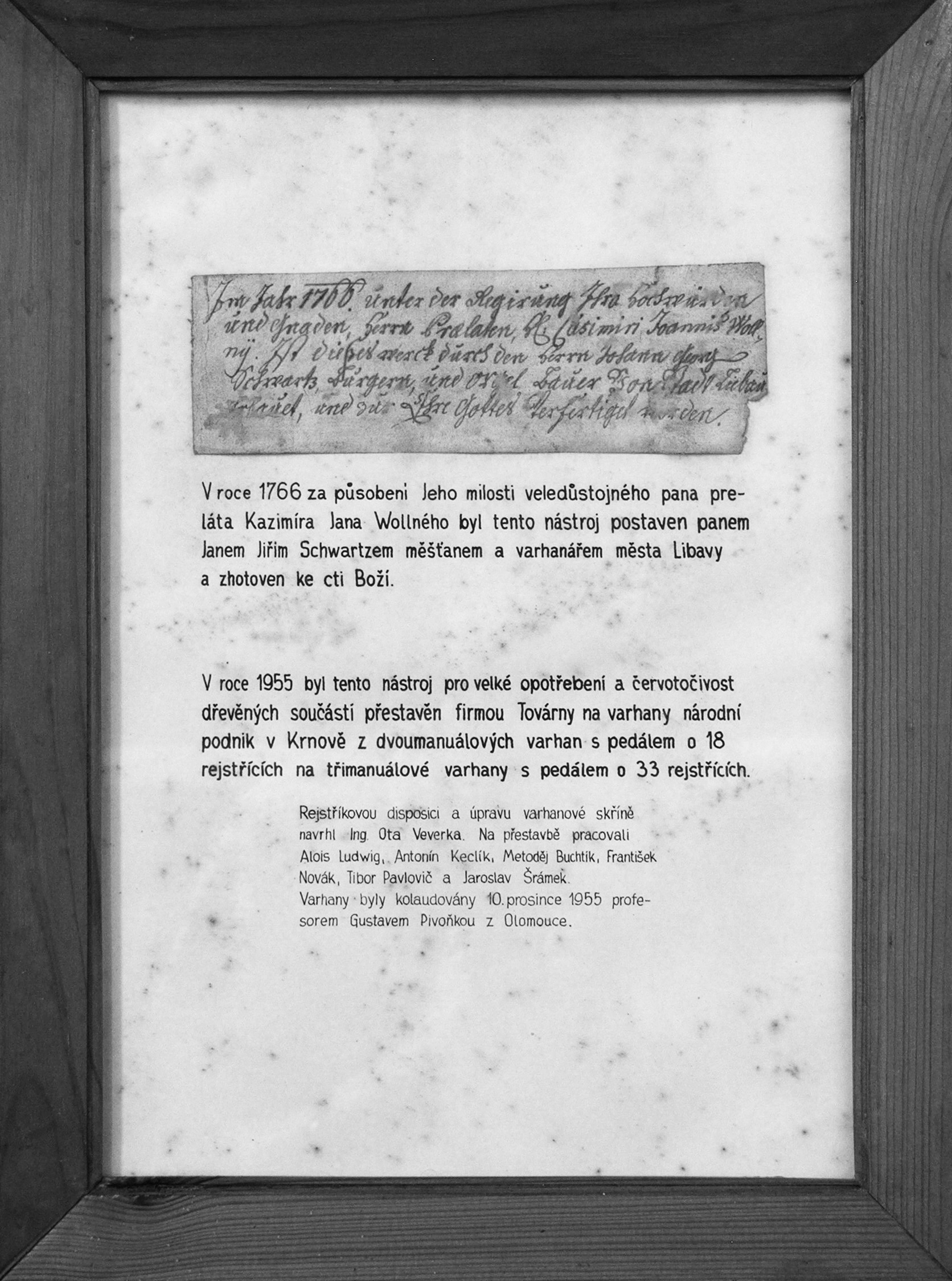
Tabulka na varhanách

Původní varhany farního kostela, postavené varhanářem Janem Jiřím Schwartzem z Libavé, byly posvěceny roku 1766. Měly dva manuály a 18 rejstříků. Kvůli značnému opotřebení dřevěných součástí a červotočivosti byly ve 20. století opraveny a rozšířeny národním podnikem Továrna na varhany v Krnově dle návrhu Ing. Oty Veverky. Renovovaný trojmanuálový 33rejstříkový stroj byl posvěcen 10. prosince 1955, po kolaudaci prof. Gustavem Pivoňkou z Olomouce. Traktura pneumatická, vzdušnice kuželková. Zvuk původních varhan můžeme slyšet v plénu starého stroje.
| I - Positiv    |        |
| Kopula clausa  | 8′     |
| Principál      | 4′     |
| Kopula aperta  | 4′     |
| Oktáva         | 2′     |
| Kvinta špičatá | 1 1/3' |
| Akuta 4×       | 1′     |
| I:I            | 4′     |
| I:III          | 16′    |
| I:III          | 8′     |
| I:III          | 4′     |
| Tremolo I      |        |

| II - Hlavní stroj   |        |
| Bordon – flauta     | 16′    |
| Principál 1–2×      | 8′     |
| Flauta major        | 8′     |
| Viola di gamba      | 8′     |
| Oktáva              | 4′     |
| Roh noční           | 4′     |
| Super – oktáva 1–2× | 2′     |
| Píšťala šumivá 4–5× | 4′     |
| Mixtura 6–8×        | 1 1/3′ |
| II:II               | 16′    |
| II:II               | 4′     |
| I:II                | 16′    |
| I:II                | 8′     |
| I:II                | 4′     |
| III:II              | 16′    |
| III:II              | 8′     |
| III:II              | 4′     |

| III - Žaluziový stroj |        |
| Portunál krytý        | 8′     |
| Salicionál            | 8′     |
| Vox angelika 2×       | 8′     |
| Kvintadéna            | 4′     |
| Flauta trubicová      | 4′     |
| Kvinta                | 2 2/3′ |
| Dolkán                | 2′     |
| Tercián 2×            | 1 3/5′ |
| Cymbál – mixtura 5×   | 2/3′   |
| Šalmaj trompetová     | 8′     |
| III:III               | 16′    |
| III:III               | 4′     |
| Tremolo III           |        |

| Pedál            |        |
| Apertabas        | 16′    |
| Subbas           | 16′    |
| Bordon – flauta  | 16′    |
| Principál – bas  | 8′     |
| Kryt basový      | 8′     |
| Oktavbas         | 4′     |
| Mixtura major 8× | 5 1/3′ |
| Pozoun tichý     | 16′    |
| I:P              | 8′     |
| II:P             | 8′     |
| III:P            | 8′     |
| I:P              | 4′     |
| III:P            | 4′     |

- Dílna: Továrna na varhany, n. p. (Rieger-Kloss), Krnov
- Rok výroby: 1955
- Opus: 3201
- Traktura: pneumatická
- Vzdušnice: kuželková
- Počet rejstříků: 33
- Rozsah
  - manuálů: C–g3
  - Rozsah pedálu: C–f1
- Pomocná zařízení:
  - Pevné kombinace: p, mf, f, ff, pleno starého stroje, pleno celého stroje, tt
  - 2 volné kombinace
  - Zapínač ručních rejstříků do pevných kombinací
  - Vypínač jazyků
  - Anulátor pedálu
  - Crescendo
  - Vypínač crescenda
  - Generální spojka
  - Normál spojky
- Poznámky:
  - I. manuál – positiv v zábradlí kůru
  - II. manuál – hlavní stroj
  - III. manuál – žaluziový stroj
  - Zvuk původních varhan je zachován v plenu starého stroje
  - Původní varhany byly z roku 1766, varhanář Jan Jiří Schwarz, 2 manuály, 18 rejstříků, mechanická traktura, zásuvková vzdušnice.

#### Křížová chodba
Křížová chodba bývalého kláštera augustiniánů kanovníků, vystavěná zřejmě ve 30. letech 15. století, při západním průčelí tehdejšího kostela, je nejcennější gotickou památkou ve městě. Zaklenuje ji křížová žebrová klenba s hodnotnými plastickými detaily. Pod výběhy žeber a ve svornících klenby lze vidět erby budovatelů kláštera – zavinutou střelu pánů z Kravař a hvězdu pánů ze Šternberka a Lukova. Prostor je osvětlován jedenácti hrotitými okny, ústícími do neobvykle malého rajského dvora. Z původních plaménkových kružeb v nich se do dneška dochoval jen zlomek ve vrcholu západního středového. Křížová chodba původně spojovala kostel a obytné prostory kláštera, které do lodě ústí lomeným portálem. V první polovině roku 2009 byl proražen již kdysi existující průchod mezi křížovou chodbou a přízemím fary.

#### Kaple sv.Josefa
Kaple sv. Josefa, prostor s vlastní architektonickou kompozicí, se půdorysně nachází přibližně na místě kněžiště bývalého gotického kostela. Interiér je členěn pilastry s úseky kladí, na něž dosedá výrazně modelovaná římsa, nesoucí klenbu kupole. Pod římsou jsou oratoře s konvexně vypnutými poprsněmi, nad vchodem do lodi kostela zaujme mohutná empora. V klenbě kaple nalézáme výjev Dvanáctiletý Ježíš v Chrámě, po obvodu doplněný scénami ze života sv. Rodiny. S lodí interiér kaple spojuje vysoká arkáda.

#### Exteriér

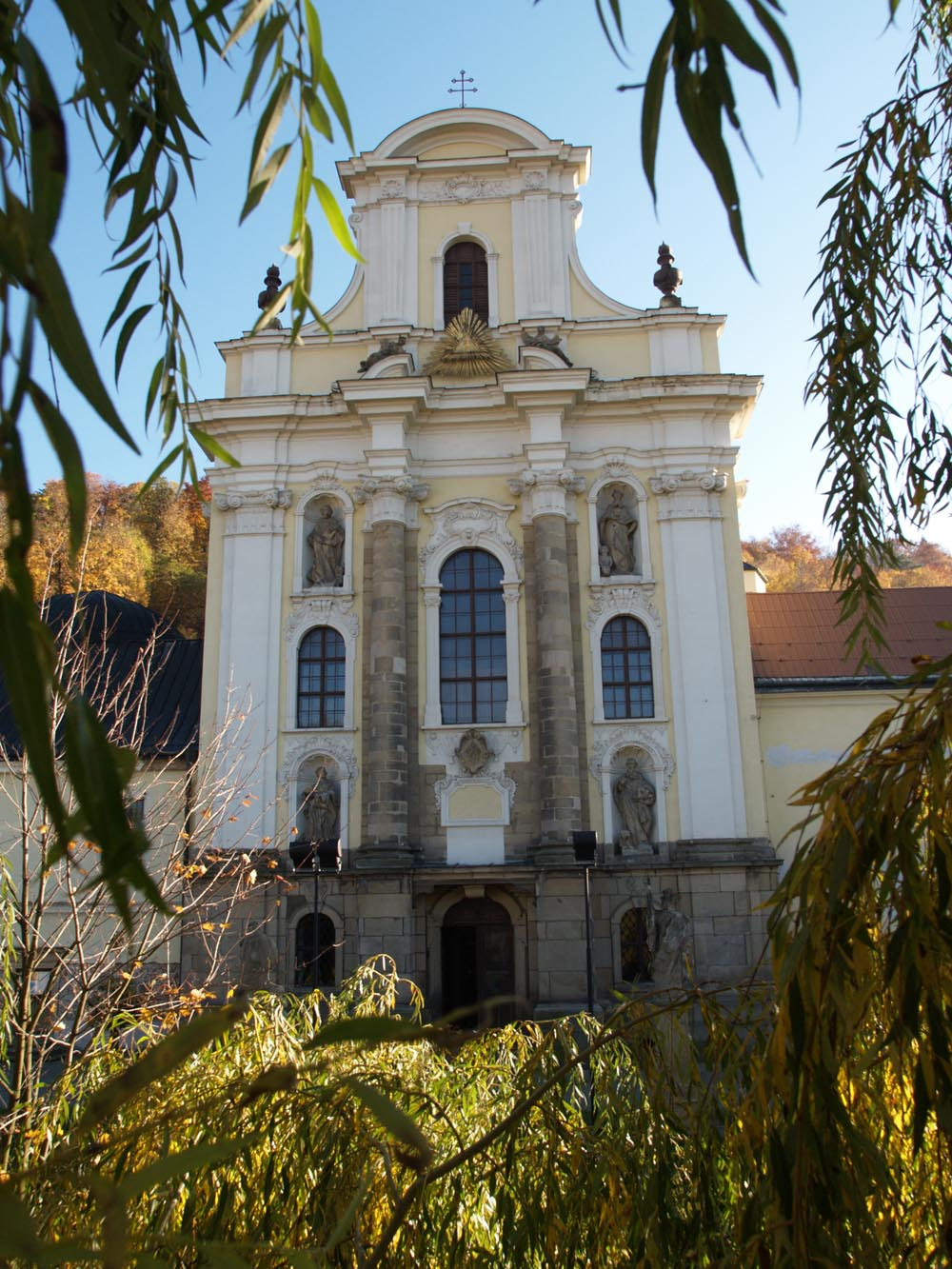
Římskokatolický farní kostel Nejsvětější Trojice ve Fulneku

Vnitřní skladbě prostorů odpovídá také členění exteriéru kostela – boční fasády jsou hladké, nároží mezi jednotlivými hmotami zaoblená, na rozhraní jsou vloženy čtyřsloupy, po celém obvodu stavby obíhá korunní kladí. Z hmoty kostela vystupují přístavky kaple a sakristií. Celé průčelí vytváří monumentální kulisu, připomínající stavitelství vrcholného baroka. V nikách fasády stojí figury čtyř evangelistů od sochaře Jana Schuberta. Loď chrámu má sedlovou střechu, nad ústředním prostorem s kupolí je střecha mansardová se sanktusníkem, kapli zakrývá nízká báň. Štít kostela byl v letech 1901–1903 upraven dle návrhu prof. Ferdinanda Hracha.
Na východní straně chrámu je umístěn pozdně gotický až raně renesanční náhrobek Jiřího ze Žerotína, datovaný do roku 1507. Idealizovaný výjev představuje zemřelého jako rytíře stojícího na lvu, symbolu moci a síly. Sousední náhrobek, pocházející z roku 1556, patří rodině Baltazara Švajnice z Pilmsdorfu.
Z náměstí vede ke kostelu barokní schodiště z počátku 18. století s klasicistní branou osazenou sochami.

### Fara
Farní budova, do roku 1784 klášter augustiniánů kanovníků, přiléhá k západní zdi kostela Nejsvětější Trojice. Jde o dvoupodlažní stavbu, jejíž jádro – západní obytná část přízemí dnešní fary – pochází z první poloviny 15. století, prošla však značnými stavebními úpravami ve století 17., kdy byly vybudovány prostory v patře. Další následovaly po zrušení kláštera koncem 18. a později také v 19. století. Fasáda není výrazněji členěna, po obvodu probíhá korunní římsa. Šest oken v prvním patře má renesanční kamenná profilovaná ostění a patrné nadokenní římsy. Místnosti, většinou s plochými stropy, se nacházejí na vnějším obvodu vcelku širokých chodeb, klenutých pruskými a valenými klenbami. Na severní straně fary je situován empírový pokoj s malířskou a štukatérskou výzdobou z počátku 19. století. Vedle něj se nalézá místnost farní kanceláře s pozdně renesanční štukovou výzdobou stropu a výmalbou z doby empíru.

## Současnost
Farní kostel Nejsvětější Trojice ve Fulneku je dnes přirozeným střediskem duchovního života farnosti. Poutě k Panně Marii se již nekonávají, lze se zúčastnit pouze poutí k Nejsvětější Trojici. Fulnecká farnost, v jejímž vlastnictví se kostel nachází, je od roku 2005 spravována řádem pallotinů (Societas Apostolatus Catholici). Budovy kostela i přilehlé fary jsou památkově chráněny. V letech 2019–2020 byl kostel s částí fary rozsáhle rekonstruován.